# Boeddhistisch socialisme

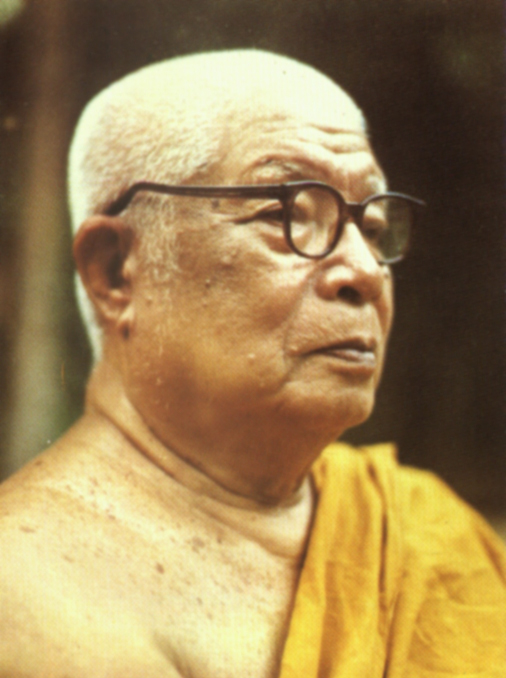
De Thaise monnik Buddhadasa (1906-1993) geldt als een theoreticus van het boeddhistisch socialisme.

Het Boeddhistisch socialisme is een vorm van religieus-socialisme. Het is een politieke ideologie die gebaseerd is op bepaalde elementen van het socialisme en het boeddhisme.
Het boeddhistisch socialisme is net als andere vormen van het religieus-socialisme niet gebaseerd op het marxisme en materialisme wordt in de regel verworpen. Het boeddhistisch socialisme lijkt vooral een reactie te zijn op het moderne individualisme en stelt daar een communitarische gemeenschap tegenover. Volgens het boeddhistisch socialisme schenkt de aarde voldoende om iedereen een goed leven te leiden, mits men bereid is te delen. Accumulatie van bezit wordt dan ook afgewezen. Net als andere vormen van religieus-socialisme is het boeddhistisch socialisme niet tegen bezit als zodanig.
Het boeddhistisch socialisme vormt geen gesloten geheel en men treft in haar gelederen zowel Tenzin Gyatso (dalai lama), Buddhadasa, Solomon Bandaranaike, Bhimrao Ramji Ambedkar, U Nu als Norodom Sihanouk tegen. Ambedkar was uitgesproken progressief en had de invloed ondergaan van het marxisme; Sihanouk was relatief conservatief en hechtte veel waarden aan sociale instituten. Het is dus niet juist om het boeddhistisch socialisme, evenals andere vormen van het religieus-socialisme zonder meer bij links in te delen.

## Bron
- (en)  What is Dhammic Socialism?

## Partijen
- Sangkum (Cambodja, 1955-1970)
- Boeddhistische Liberaal-Democratische Partij (Cambodja, 1993-1998)
- Vietnamese Democratische Socialistische Partij (Zuid-Vietnam, 1944-1975)
- Anti-Fascist People's Freedom League (Birma, 1945-1958)
- Proletarische Revolutionaire Organisatie - Nepal (Nepal, 1974-1978)